# Buigzaam glanswier
Buigzaam glanswier (Nitella flexilis) is een plantensoort uit de familie Characeae.

## Determinatie
Buigzaam glanswier is een eenhuizige soort met een bruingroene hoofdas. De antheridiën bereiken een diameter tot 0,6 mm in diameter. Stekels en stipulae zijn afwezig.

## Ecologie
Buigzaam glanswier is een submerse waterplant. Ze vindt haar optimum in gebufferd, oligotroof, relatief koud water.

## Verspreiding
Buigzaam glanswier kent een nagenoeg kosmopolitische verspreiding; ze ontbreekt in Australië. In Europa is de soort zeer wijdverspreid.

## Gebruik
Buigzaam glanswier wordt gebruikt als modelorganisme vanwege haar grote cellen en doordat ze makkelijk op te kweken is.